# Pistolet maszynowy Danuvia 39M
Danuvia 39 M – węgierski pistolet maszynowy kal. 9 mm, produkowany i używany w okresie II wojny światowej.
Węgierski pistolet maszynowy 39M został skonstruowany w 1939 roku przez Pála Király'ego na amunicję pistoletową 9 × 25 mm Mauser.
Pistolet maszynowy 39M jest bronią działającą na zasadzie wykorzystania energii odrzutu półswobodnego zamka, co stanowi rzadkość w pistoletach maszynowych. Ze względu na znaczną długość broni, a zwłaszcza lufy (449 mm) oraz użyty silny nabój pistoletowy, broń ta przypomina nieco karabin automatyczny, bardziej niż typowy pistolet maszynowy.
Pistolet maszynowy 39M wyróżnia się dość skomplikowaną budową zamka. Był to pierwszy praktyczny mechanizm zamka półswobodnego z suwadłem poruszającym się w tej samej osi, co zamek, opatentowany przez Király'ego (podobne rozwiązanie wykorzystuje m.in. późniejszy francuski karabin FAMAS). W położeniu marszowym magazynek można było umieścić w łożu odchylając go do przodu, w wyniku czego pistolet stawał się konstrukcją zwartą, wygodniejszą do noszenia przez żołnierza. Broń była wyposażona w bezpiecznik, będący równocześnie przełącznikiem rodzaju ognia (pojedynczy/seryjny).
W oparciu o konstrukcję pistoletu maszynowego 39M opracowany został nowy pistolet maszynowy 43M, różniący się od wzoru 39M przede wszystkim krótszą lufą i metalową składaną kolbą oraz chwytem pistoletowym.

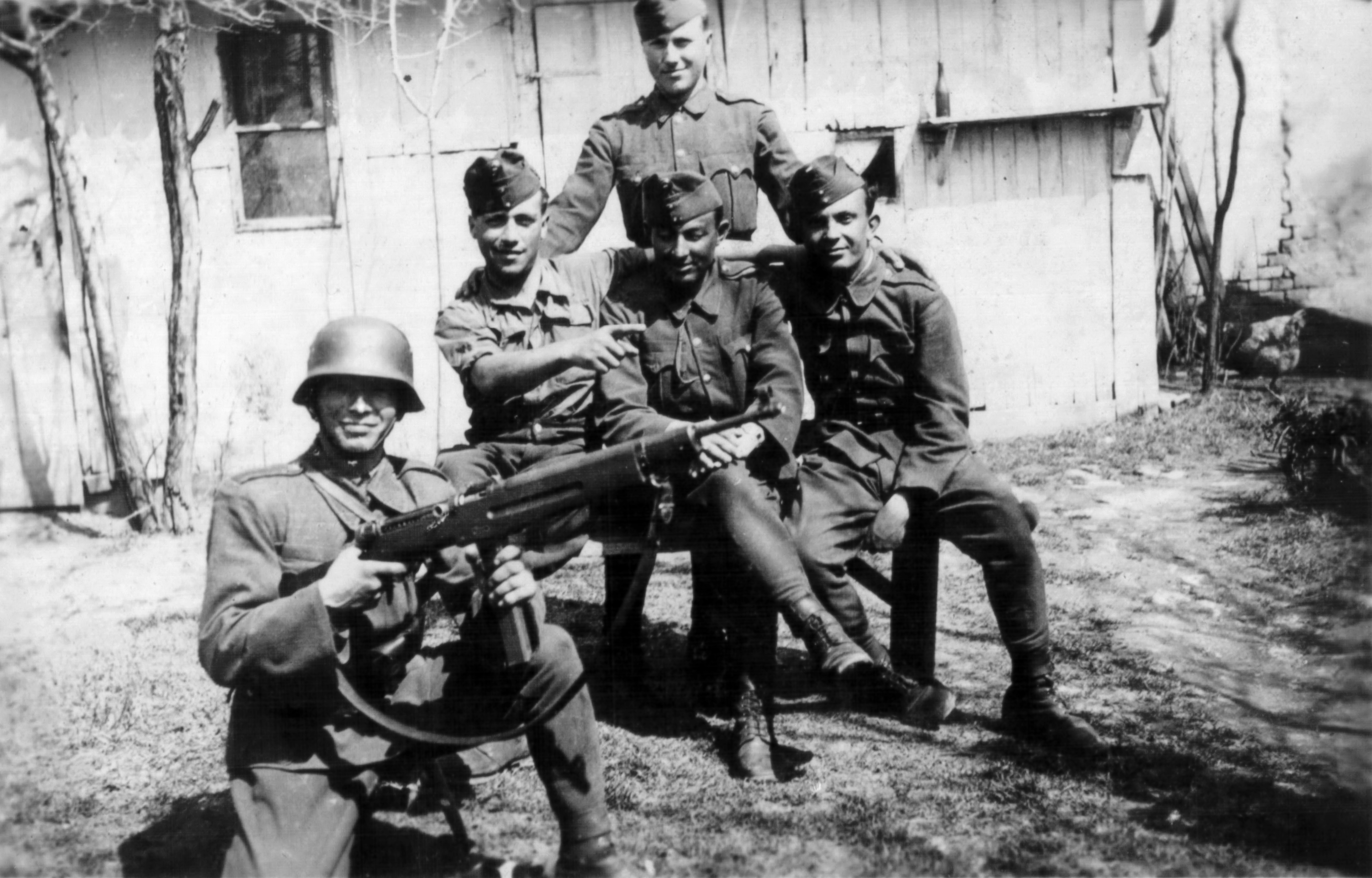
Grupa żołnierzy węgierskich, klęczący z pistoletem maszynowym Danuvia 39M

## Opis techniczny
Pistolet maszynowy 39M był bronią samoczynno-samopowtarzalną (na ogień pojedynczy i ciągły) działającą na zasadzie wykorzystania energii zamka półswobodnego. Zamek, cofając się po strzale pod naporem łuski, napierał na dźwignię, która popychała wstecz suwadło (z większą prędkością), opóźniając ruch zamka. Broń zasilana jest z magazynków pudełkowych o pojemności 40 naboi (gniazdo magazynka składane do przodu). Kolba stała, drewniana, łoże drewniane. Celownik krzywkowy ze szczerbinką (nastawy 50–600 m).